# Miquel Iglesias Bonns
Miquel Iglesias Bonns (Barcelona, 6 de junio de 1915 - Barcelona, 8 de marzo de 2012) fue un productor, guionista y director de cine español.

## Biografía
Miquel Iglesias Bonns nació en 1915 en Barcelona en el seno de una familia de clase media acomodada. Su padre, Miguel Iglesias Falomir (Barcelona, 1885-1930), era representante de dos firmas de zapatos y dueño de un taller de bordados ubicado en la casa donde vivían. Su madre, Cristina Bonns Kremer (Aquisgrán, Alemania, 1895 – Barcelona, 1976), se dedicaba a hacer zapatos para niños.
De niño, su tío-abuelo Joan Miquel Colomer lo llevaba a los cines de su barrio (el Bohemia, el Walkiria) y siempre deseó ser director de cine. Estudió música en el Conservatorio, y en 1925 debutó como actor teatral infantil. Trabajó como meritorio en la empresa La Vajilla, a través de la cual tuvo contacto con la sección de teatro del Orfeó de Sants. Dirigió obras de teatro amateur (1932-1935). En 1933, junto a Joan Casals y otros aficionados al cine, creó el Cinematic Club Amateur, con el que realizó algunos cortometrajes. Cuando se acabó la guerra civil volvió a impulsar este club, cuyo nombre pasó a quedar españolizado como Club Cinematográfico Artístico, y muy pronto entró en el campo profesional.
En 1936, y también en el Orfeó de Sants, conoció a su futura esposa, Carmen Fábregas Solé, quien se formó como montadora y, a partir de 1973, se encargó del montaje en todos los filmes de su marido.
Su primer trabajo profesional fue el cortometraje Vámonos al parque (1940); y en 1940 creó la productora Atenea Films, con la que rodó diversos cortos y dirigió y produjo la comedia musical Melodías prohibidas (1942, Francesc Gibert) y sus dos primeros largometrajes: Su excelencia el mayordomo (1942) y Adversidad (1944), adaptación del drama rural de la escritora Caterina Albert (Víctor Català).
Al servicio de diversas productoras, abarcó todo tipo de géneros: el policíaco, con Las tinieblas quedaron atrás (1947), El fugitivo de Amberes (1954), El cerco (1955) y Los ojos en la mano (1957); el musical, con Veraneo en España (1955) y Heredero de apuros (1956); y el melodrama, con No estamos solos (1957).
En 1958, junto a Marcel A. Schowb y Mariano Rubió Tudurí, creó otra productora, Cineprodex PC, para la que dirigió Tu marido nos engaña (1959) y Carta a una mujer (1961), adaptaciones de dos obras teatrales de Jaime Salom.
Durante la década de los 60, continuó su trayectoria profesional con Las hijas del Cid (1962, película de producción italiana y titulada en italiano La spada del Cid), Después del gran robo (1964), inspirada en el famoso robo al tren correo de Glasgow, Muerte en primavera (1966), Cómo te amo (1966) y Presagio (1970).
A partir de 1973 se limitó al cine de bajo presupuesto, firmando como M. I. Bonns, para la productora Profilmes: Tarzán y el misterio de la selva (1973), Desnuda inquietud (1976) –protagonizada por Nadiuska–, La diosa salvaje (1974) y Kilma, la reina de las amazonas (1975), estas dos últimas protagonizadas por Eva Miller.
En 1975, realizó La maldición de la bestia, con Paul Naschy en el papel de hombre-lobo.
En televisión realizó ocho reportajes para la serie D´un temps, d'un país (1978-1979).
En los años 80, dirigió Una rosa al viento (1984), con Xavier Cugat y El lío de papá (1986), con Eva Cobo y Gil Vidal.
Su última película fue la policíaca Barcelona Connection (1987), con guion de Andreu Martín (Barcelona, 1949) y protagonizada por Sergi Mateu y Maribel Verdú.
En 1990, recibió el Premio Extraordinario Cinematográfico de la Generalidad de Cataluña por su dilatada carrera y la Medalla de Oro de la Sociedad General de Autores y Editores (SGAE).

## Fondo
Su fondo se conserva en la Filmoteca de Catalunya. Contiene información sobre toda su trayectoria profesional, ya que fue él mismo quien recogió y ordenó todo el material. Se trata de un conjunto de álbumes (37) que corresponden a cada una de las películas que dirigió y contienen fotos, pressbooks, material publicitario, carteles, guiones, críticas, correspondencia, notas...

## Filmografía
Además de algunos cortometrajes, Iglesias dirigió los siguientes largometrajes:
| - Su excelencia el mayordomo (1942) - Adversidad (1944) - Las tinieblas quedaron atrás (1948) - Ley del mar (1952) - El fugitivo de Amberes (1955) - El cerco (1955) - Los ojos en las manos (1956) - Un heredero en apuros (1956) - Veraneo en España (1956) - Un tesoro en el cielo (1957) - Su desconsolada esposa (1957) | - No estamos solos (1958) - Tu marido nos engaña (1960) - Las hijas del Cid (1962) - Carta a una mujer (1963) - Noches del universo (1964) - Muerte en primavera (1965) - ¡Cómo te amo! (1966) - Después del gran robo (1967) - Destino: Estambul 68 (1967) - Presagio (1970) | - Primavera mortal (1973) - Tarzán y el misterio de la selva (1973) - La diosa salvaje (1974) - La maldición de la bestia (1975) - Kilma, reina de las amazonas (1976) - Desnuda inquietud (1976) - La isla de las vírgenes ardientes (1977) - Violación inconfesable (1981) - Una rosa al viento (1984) - El lío de papá (1985) - Barcelona Connection (1988) |

## Premios
Premios Sant Jordi
| Año  | Categoría                           | Resultado |
| ---- | ----------------------------------- | --------- |
| 2005 | Premio a la trayectoria profesional | Ganador   |